# آگنیشکا کوبوس
آگنیشکا کوبوس (لهستانی: Agnieszka Kobus؛ زادهٔ ۲۸ اوت ۱۹۹۰) ورزشکار روئینگ اهل لهستان است.
وی در مسابقات کشوری و بین‌المللی در مجموع برندهٔ ۲ مدال طلا، ۴ مدال نقره، ۳ مدال برنز شده‌است.